# Radnice v Jilemnici
Radnice v Jilemnici v okrese Semily je klasicistní budova na jižním konci západní fronty Masarykova náměstí, s dominantní věží nad rohem náměstí a ulice Jana Harracha. Objekt je chráněn jako kulturní památka.

## Historie
Jilemnická radnice patrně stojí na místě původní středověké rychty. Radní dům je v Jilemnici poprvé připomínán v souvislosti s požárem města z roku 1634, zřejmě tedy už v 16. století byla na tomto místě postavena dřevěná budova, která byla po požáru 1646 přestavěna. Kamenný suterén s nosnými klenbami tedy pravděpodobně pochází ze 17. století. I další vývoj určovaly četné požáry polodřevěného městečka: po jednom z nich v roce 1781 byla postavena, s využitím původních konstrukcí suterénu, nová budova s pětiosým podloubím a s vysokou sedlovou střechou, v jejíž přední části byla umístěna hodinová věžička sestávající ze dvou bání oddělených lucernou a tří ciferníků. Ta vzala zasvé při dalším požáru roku 1788 a při rychlé obnově střechy (o výšce hřebene 8 vídeňských sáhů, tedy asi 15 metrů) nebyla obnovena. Až roku 1819 byla tato vysoká střecha snížena (o 5 sáhů, tzn. o více než 9 metrů) a v jejím středu se objevila nová hodinová věž, jejíž konstrukce musela být kotvena přes celou výšku budovy až do přízemí – tato střecha, věž i hodiny však byly zničeny dalším požárem roku 1838. Nová (výrazně skromnější) věžička byla novými hodinami a novými dvěma ciferníky osazena roku 1842.

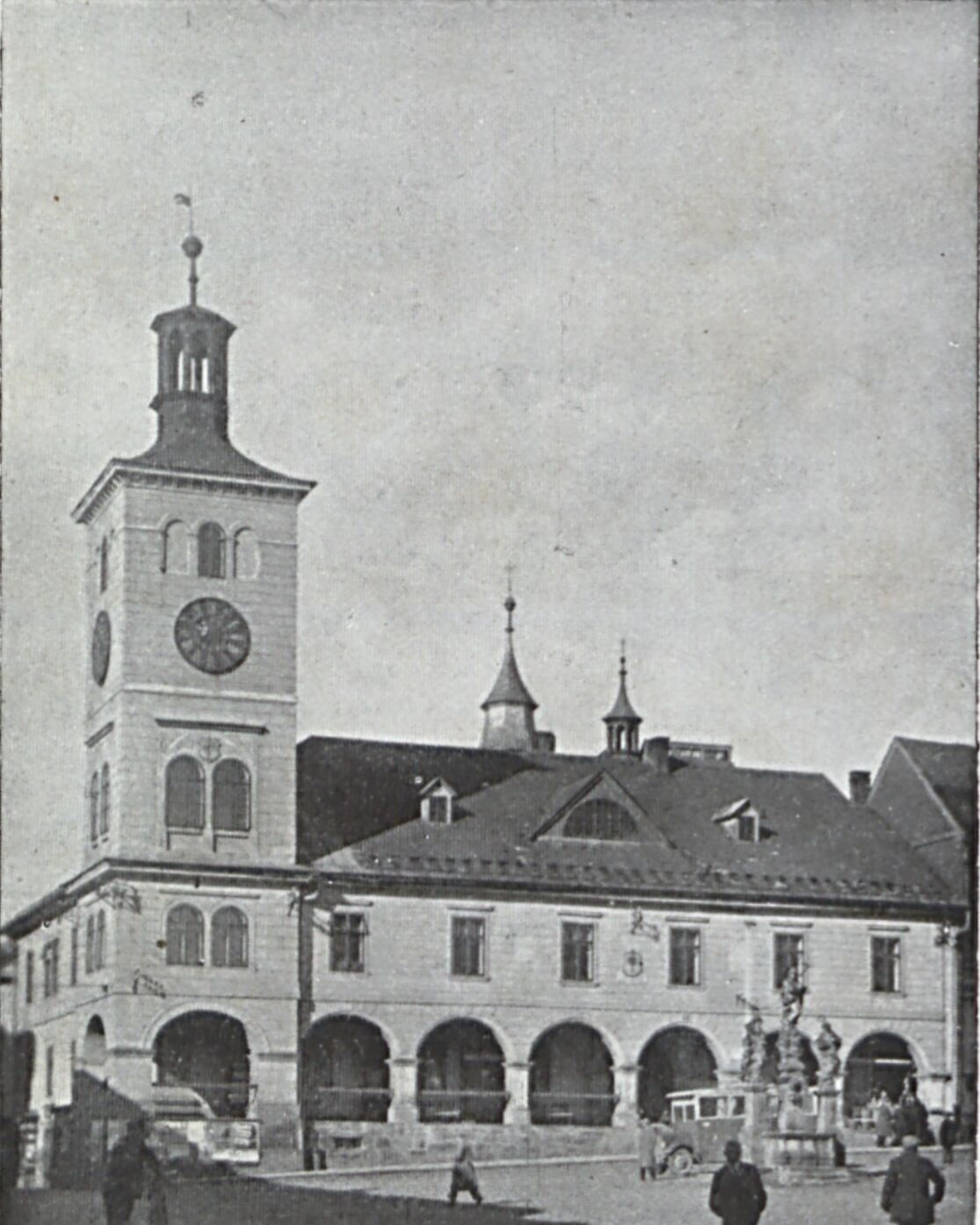
Radnice v roce 1934

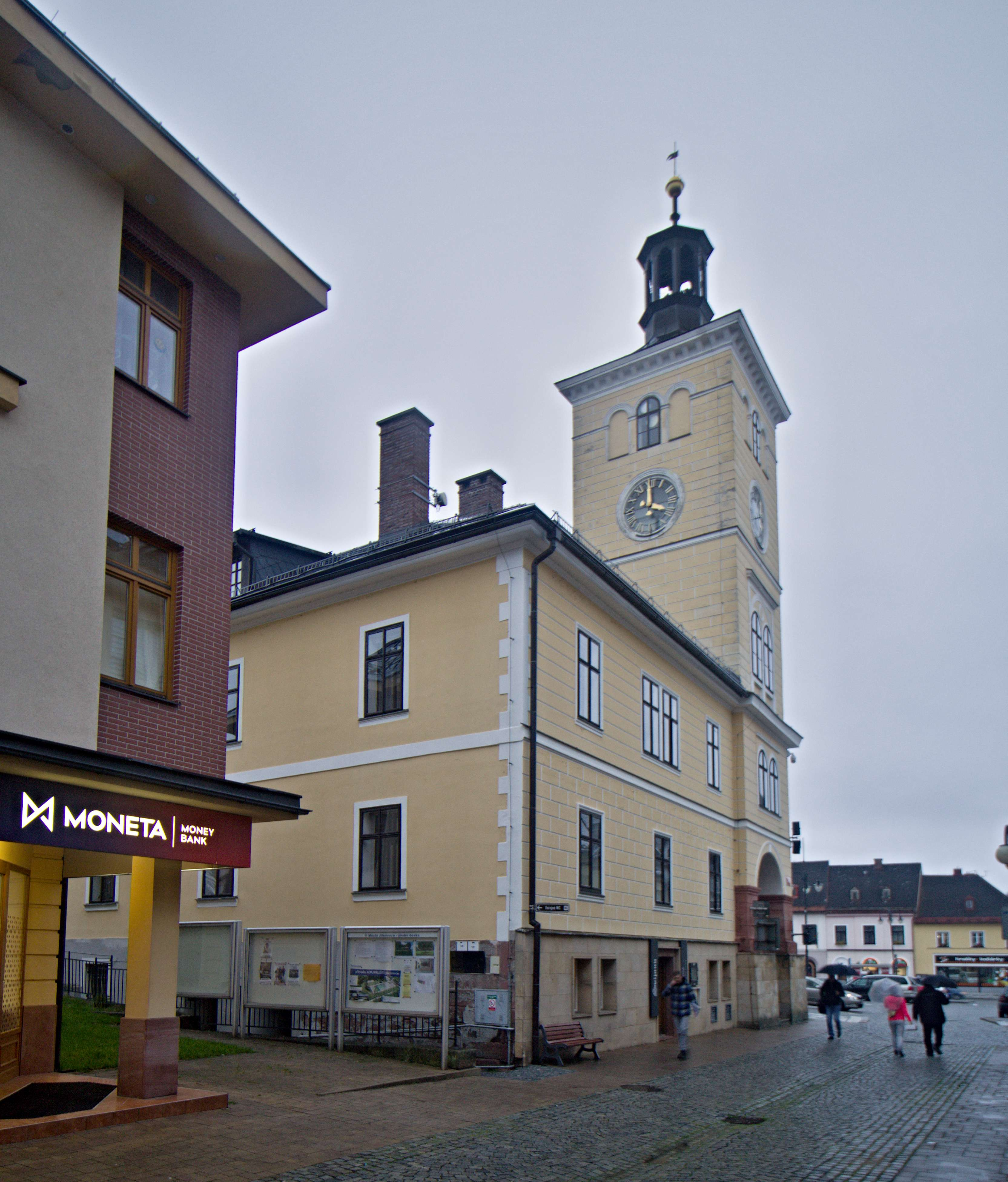
Jižní přístavba radnice z let 1851-54

Další změna nebyla důsledkem živelní katastrofy, nýbrž pragmatických důvodů: radnice totiž potřebovala nové prostory pro potřeby nově vzniklého okresního soudu. Budova radnice tak byla v letech 1851–54 velkoryse rozšířena o přístavbu dvou klenebních polí jižním směrem a na nároží nové budovy byla vztyčena zděná, třicet metrů vysoká hranolová věž, zakončená stanovou střechou s téměř tři metry vysokou lucernou. Součástí této nové městské dominanty se staly i zdaleka viditelné, téměř dvoumetrové dřevěné ciferníky na všech stěnách, poháněné hodinovým strojem přeneseným ze staré věžičky (která byla vzápětí snesena).
Rostoucí tlak císařskokrálovské administrativy, aby budova radnice sloužila výhradně státní správě (především okresu), stejně jako rostoucí potřeby vlastní městské samosprávy, donutily městskou správu roku 1877 přestěhovat se nejprve do čp. 160 pod náměstím, později byla o několik set metrů západněji od staré radnice postavena budova tzv. Nové radnice neboli Dvorany (čp. 97 na dnešní Harrachově ulici, v současnosti zde sídlí ZŠ Harrachova). Ta se stala základem dnešního Tyršova náměstí a roku 1893 do ní přesídlil městský úřad včetně zastupitelů. Stará radnice od té doby byla sice v majetku města, ale sloužila pouze C. a K. eráru za nájem 1200 zlatých ročně. Prošla několika drobnými opravami: v roce 1905 vyspravena věž a vyměněna okna, roku 1911 důkladně opravena střecha, na které se objevil dominantní vikýř s půlkulatým oknem do náměstí. Okresní úřad a okresní soud nové republiky ovšem opustily budovu až v roce 1926, kdy byla v jiné části města dokončena tzv. budova státních úřadů (čp. 388 na rohu Pošepného a Žižkovy ulice). Teprve poté se radnici vrátila funkce ryze městské úřední budovy, protože Dvorana začala sloužit školním a kulturním potřebám. Některé části staré radnice se staly roku 1929 sídlem nově vzniklého městského muzea, jež se později stalo základem dnešního Krkonošského muzea a ze stísněných radničních prostor se přestěhovalo do budovy zámku hrabat Harrachů až v letech 1952-53.
Poslední vizuální proměnu prodělala radnice v časech protektorátu, kdy byly původní dřevěné ciferníky nahrazeny prosklenými a připraveny na budoucí podsvětlení, které se však začalo používat až po konci II. světové války. V 70. letech došlo k úpravám vnitřních prostor radnice, vznikla zde například ideově neutrální a přitom vizuálně hodnotná obřadní síň s tapisériemi, v patře vznikla zasedací místnost, suterén byl odvlhčen. To však znamenalo narušení statiky budovy, která tak musela být na přelomu 70. a 80. let částečně vyklizena a příčně i podélně zpevněna ocelovými táhly - stopy po těchto opravách byly na fasádě znát mnoho dalších let a zmizely až koncem 20. století, kdy došlo k výměně všech vnějších omítek a střešních krytin (a kdy dokonce na několik týdnů zmizela z radniční věže i lucerna, procházející náročnou tesařskou rekonstrukcí).

## Hodiny
Současný hodinový stroj v základu vyrobil jilemnický hodinářský mistr Josef Pochop roku 1842, z iniciativy jilemnického purkmistra Dominika Jerie byly pak roku 1854 rozšířeny o opakovací mechanismus. Hodiny jsou tedy ceněné právě pro svůj jedinečný systém odbíjení: ozvou se totiž každou čtvrthodinu tak, aby bylo možné z počtu úderů a jejich tónů rozeznat nejen počet čtvrtí i celých hodin, ale navíc v každou celou hodinu dojde ke zopakování počtu hodin. Podobné čtvrťové odbíjecí hodiny a hodinky byly v oblibě zejména počátkem 19. století, u luxusních kapesních hodinek té doby bývaly doplněny zařízením, které poslední bití na stisknutí tlačítka kdykoli zopakovalo (repetýrky). Jako velmi luxusní hodinky se vyrábějí dodnes.

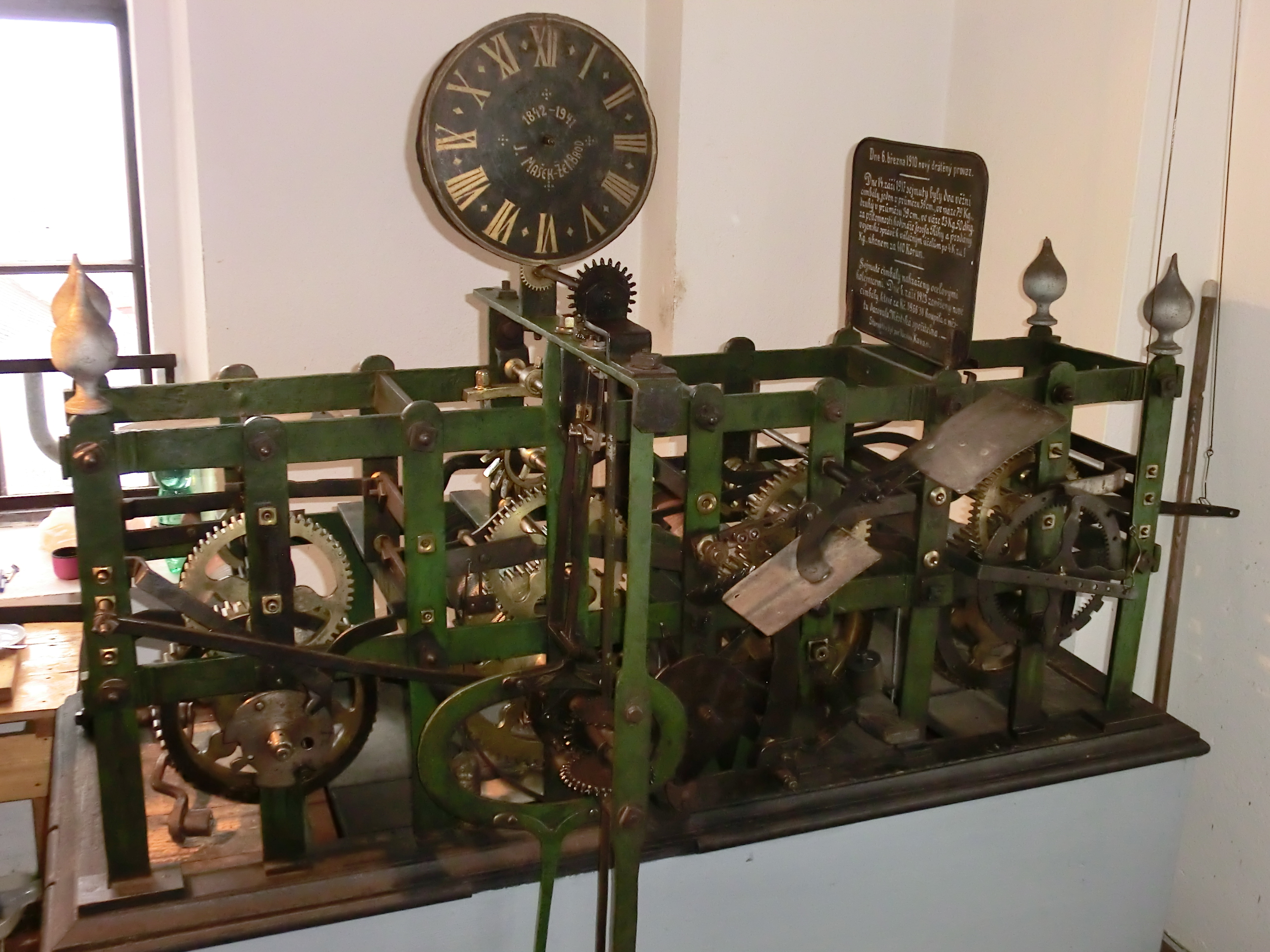
Celkový pohled na hodinový stroj

Systém odbíjení je následující: každou čtvrthodinu oznámí malý cymbál počet čtvrtí po celé hodině (tedy v xx:15 udeří 1×, xx:30 2×, xx:45 3×, celou hodinu oznámí 4 údery). Poté střední cymbál oznámí počet hodin ve dvanáctihodinovém systému (tedy od 1:00 do 1:45 odbije 1× v každou čtvrthodinu, od 2:00 do 2:45 odbije 2× atd.). V každou celou hodinu se pak ozve velký cymbál, který zopakuje počet celých hodin. Nejméně úderů se tedy ozve v 1:15 a 13:15 (pouze 1+1+0), naopak nejvíce úderů se ozve vždy o půlnoci a v poledne, kdy čas 12:00/24:00 je oznámen 4+12+12 údery. Za celý den se tedy ozve přesně 1020 úderů (372 300 úderů za rok) a díky tomu jsou tyto hodiny označovány za "nejpracovitější hodiny v Evropě". Roku 1917 byly dva menší cymbály zrekvírovány a nahrazeny kolejnicemi, třetí se nepodařilo sejmout. Nově odlité cymbály se na věž vrátily až roku 1923.
Hodiny vyžadují každodenní péči a natahování všech tří hodinových mechanismů (jeden chodobý a dva odbíjecí). Mezi lety 1981-2010 se o hodiny staral původem slovenský hodinář Jaroslav Dovala (1949–2014),, jehož ve výběrovém řízení nahradil mladý mechanik Jan Soukup. Po Soukupově tragické smrti převzal péči o hodiny vyučený malíř Petr Fišera.

## Užití
Budova je hlavním sídlem Městského úřadu Jilemnice (coby budova A; přičemž budova B je ve vedlejším domě a budova C je o 200 m západněji na Náměstí 3. května), je sídlem starosty, místostarostů, Rady města i obvyklým místem pro zasedání zastupitelstva. Ve zvýšeném přízemí se nachází obřadní síň a matrika, v suterénu radnice se nachází restaurace s vlastním kuchyňským a skladovým zázemím. Část běžně nepřístupných prostor (zejména věž s hodinovým strojem) bývá otevřena pro návštěvníky při příležitosti jarmarků, kulturních akcí na náměstí nebo po dohodě s městským informačním střediskem jako komentovaná prohlídka. Při výstupu k hodinovému stroji musí návštěvník absolvovat výstup po strmém levotočivém dřevěném schodišti o 77 stupních, v případě výstupu do lucerny k cymbálům by to bylo dokonce 100 schodů.